# Anneli Martini
Anneli Margareta Martini, född Christensen den 21 december 1948 i Västra Skrävlinge församling, Malmöhus län, är en svensk skådespelare.

## Biografi
Martini studerade vid Teaterhögskolan i Stockholm 1974–1977. Därefter har hon varit engagerad vid Galeasen, Dramaten, Stockholms stadsteater, Strindbergs Intima Teater, Teater Giljotin, Göteborgs Stadsteater och Malmö Opera. Hon har även medverkat i TV-serierna Solsidan och Sally.
Tillsammans med skådespelaren Stig Engström har hon sonen Felix Engström, som också är skådespelare.

## Filmografi
- 1977 – Eva & Kristina mamman/Märit Andersson
- 1978 – Kvinnoborgen Eva/ Judith Hollander
- 1980 – Sinkadus (TV-serie) Flickan med snödropparna/ Leif Krantz
- 1980 – Mördare! Mördare!
- 1982 – Målaren Måna/ Göran du Rees
- 1985 – Examen
- 1985 – Mask of Murder Offret/ Arne Mattson
- 1986 – Amorosa Husjungfrun/ Mai Zetterling
- 1987 – Sanning och konsekvens Suze/ Ronny ...
- 1988 – Clark Kent (TV-serie) En av musikerfruarna/ Lars Egler
- 1989 – Änglahund
- 1990 – Blankt vapen
- 1991 – Guldburen (TV-serie) Väninnan/ Björn Melander
- 1991 – Sista vinden från Kap Horn  Apelsinkvinnan/ Agneta Fagerström
- 1991 – Rabarber, rabarber, rabarber
- 1992 – Blueprint (TV-serie) Kvinnan i båten / Rickard Petreliuz
- 1992 – Ha ett underbart liv Mamman/ Ulf Malmros
- 1992 – Hammar Hembiträdet / Alexandersson & de Geer
- 1994 – Fallet Paragon (TV-serie) tysk moder/ Rickard Petreliuz
- 1994 – Rapport till himlen (TV-serie) Bingodam/ Ulf Malmros
- 1995 – Tag ditt liv Kokerskan/ Jan Troell
- 1996 – Silvermannen (TV-serie) Överläkare o psykopat/ Ulf Malmros
- 1997 – Min vän shejken i Stureby (TV-serie) Damen med kakorna.
- 1997 – Skilda världar (TV-serie) Vicky nattklubbsvärdinna/Margareta Garpe m.fl
- 1997 – Hammarkullen (TV-serie) Italiensk moder/ Agneta Fagerström
- 1999 – Sally (TV-serie) Eva bibliotekarie/ Ulf Malmros
- 1999 – Ett litet rött paket (TV-serie)
- 2000 – Det nya landet (TV-serie)
- 2001 – Så vit som en snö Hemhjälp/ Jan Troell
- 2001 – Minou kattflickan
- 2001 – Jacobs frestelse
- 2002 – Svenska slut (TV-serie)
- 2002 – Pojken som ville vara isbjörn
- 2002 – Skeppsholmen (TV-serie) Galleristen Malou/ Mikael Marcimain m.fl
- 2003 – Hannah med H Mamman/ Christina Olofsson
- 2005 – Asta Nilssons sällskap Fågelkvinnan /Marie-Louise Ekman
- 2005 – Störst av allt Ylva/ Lars Lennart Forsberg
- 2006 – Quinze
- 2006 – Mäklarna (TV-serie)
- 2008 – Maria Larssons eviga ögonblick Trotjänarinna/ Jan Troell
- 2010 – Återfödelsen Borgmästare Rothmeier/
- 2011–2021 – Solsidan (TV-serie) Mamma till Skäringers karaktär/ Ulf Quensel
- 2012 – Prime Time Barbara/ Agneta Fagerström.
- 2017 – Moving Sweden 2060
- 2018 – Sjölyckan (TV-serie)
- 2018 – Sthlm Rekviem (TV-serie)
- 2019 – Aniara
- 2019 – Jag kommer hem igen till jul
- 2021 – Tills solen går upp
- 2022 – Andra akten
- 2023–2024 – Terese i kassan (TV-serie) Anki

## Teater

### Roller (ej komplett)
| År   | Roll                             | Produktion                                                                 | Regi            | Teater                    |
| ---- | -------------------------------- | -------------------------------------------------------------------------- | --------------- | ------------------------- |
| 1976 |                                  | Gruffet i Chiozza Carlo Goldoni                                            | Rudolf Penka    | Katarinateatern           |
| 1979 | Olga                             | Kollontaj Agneta Pleijel                                                   | Alf Sjöberg     | Dramaten                  |
| 1982 | Mary Hawley nr: 17               | Maratondansen Horace McCoy                                                 | Fred Hjelm      | Stockholms stadsteater    |
| 1985 | Langar-Emma                      | Herr Puntila och hans dräng Matti Bertolt Brecht                           | Fred Hjelm      | Stockholms stadsteater    |
| 1987 | Antonia Ax:son Johnson           | Furstespegel Per Olov Enquist och Anders Ehnmark                           | Sven Wollter    | Stockholms stadsteater    |
| 1988 | Jenny Betty                      | Tolvskillingsoperan Bertolt Brecht och Kurt Weill                          | Peter Langdal   | Dramaten                  |
| 1997 | Klara                            | Rika barn leka bäst Carin Mannheimer                                       | Lena Söderblom  | Stockholms stadsteater    |
| 1997 |                                  | Vårt lilla bo Kroetz                                                       |                 | Upsala Stadsteater        |
| 1998 | Fru Yang Kvinnan                 | Den goda människan från Sezuan (Der gute Mensch von Sezuan) Bertolt Brecht | Thorsten Flinck | Dramaten                  |
| 2005 | Bloody Mary                      | South Pacific Richard Rodgers och Oscar Hammerstein                        | Åsa Melldahl    | Malmö Opera               |
| 2006 | Fräulein Schneider               | Cabaret John Kander, Fred Ebb och Joe Masteroff                            | Johan Wahlström | Tyrol                     |
| 2007 |                                  | Spöksonaten August Strindberg                                              |                 | Strindbergs Intima Teater |
| 2009 | Diverse karaktärer               | Julshow                                                                    | Ole Forsberg    | Stockholms Stadsteater    |
| 2010 | Bernarda                         | Bernardas hus Federico Garcia Lorca                                        | Sunil Munshi    | Hågelbyparken             |
| 2011 | Tant Blomma                      | I väntan på Tiden                                                          | Tora von Platen | Brunnsgatan 4             |
| 2011 | Modern                           | Skänk mig genast sonsöner                                                  | Richard Turpin  | Göteborgs Stadsteater     |
| 2012 | 3:an                             | Vi som är hundra                                                           | Kajsa Reingardt | Stockholms Stadsteater    |
| 2013 | Alcestine, Célimons beundrarinna | Misantropen Molière                                                        | Anna Pettersson | Malmö Stadsteater         |
| 2025 | Margret                          | Pelikanen August Strindberg                                                | Emil Graffman   | Dramaten                  |

### Fotnoter
1. ↑  Sveriges befolkning
2000:
Christensen, Anneli Margareta
(1948-12-21)
Försäkringskassan, uttag avseende 20001231 (2014)
2. 1 2 3  ”Anneli Martini”. Svensk Filmdatabas. http://www.sfi.se/sv/svensk-filmdatabas/Item/?type=PERSON&itemid=89619&iv=BIOGRAPHY. Läst 24 juli 2012.
3. ↑  ”Avgångsklassen 1977”. Stockholms dramatiska högskola. http://www.stdh.se/vara-studenter/skadespeleri/tidigare-studenter/studenter-1969-1979/avgangsklassen-1977. Läst 13 maj 2013.
4. ↑  Anneli Martini i Dramatens rollbok
5. ↑  ”Felix Engström”. Dagens Nyheter. 1 september 2008. https://www.dn.se/arkiv/familj/felix-engstrom-2/. Läst 26 februari 2024.
6. ↑  Bengt Jahnsson (27 november 1976). ”Premiär på nya Katarina Teatern: Intressant uppsättning av Goldonis 'Gruffet'”. Dagens Nyheter:  s. 21. http://arkivet.dn.se/tidning/1976-11-27/323/21. Läst 16 september 2017.
7. ↑  Leif Zern (22 januari 2006). ”Jöback är farligt närvarande”. Dagens Nyheter. https://www.dn.se/arkiv/kultur/joback-ar-farligt-narvarande/. Läst 27 december 2019.